# Stefan Anton Reck
Stefan Anton Reck, chef d’orchestre et peintre allemand, né à Baden-Baden le 26 avril 1960.

## Biographie
Après avoir étudié chez la "Hochschule für Musik" et l'Université de Fribourg piano, philosophie et histoire de l'art, il continue ses études à Berlin chez la "Hochschule der Künste". En 1985, juste une année avant de finir ses études chez ce renommé institut berlinois, Stefan Anton Reck est le lauréat du 1er concours international de direction d’orchestre "Arturo Toscanini" ainsi que du concours international de direction d’orchestre "Gino Marinuzzi" en Italie. Il obtient une bourse du Tanglewood Music Center en 1987 et en 1990 pour étudier avec Seiji Ozawa et Leonard Bernstein.
De 1990 à 1994, Stefan Anton Reck est directeur musical de l’Orchestra Sinfonica di Sanremo, puis de 1994 à 1998 chef d’orchestre principal de l’Orchestra Regionale del Lazio Roma et ensuite, de 1999 à 2003 directeur musical du Teatro Massimo di Palermo.

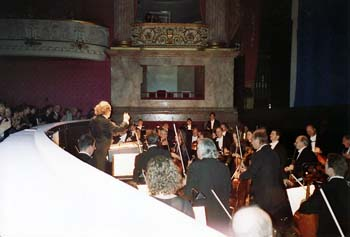
Chez la Bayerische Staatsoper München. Alban Berg: Lulu, 2004-2005

De 1997 à 2000, Stefan Anton Reck est l’assistant de Claudio Abbado, avec pour première production Wozzeck d’Alban Berg au cours du Festival de Pâques de Salzbourg. 
En 1998, Reck reprend la production de Der Ring des Nibelungen de Richard Wagner au Teatro Giuseppe Verdi di Trieste.
En 1999, il dirige Falstaff de Giuseppe Verdi, dans la production de Falstaff de Claudio Abbado avec le Mahler Chamber Orchestra à Ferrara. Au cours de la tournée d’été du Gustav Mahler Jugendorchester sous Claudio Abbado, Reck dirige une représentation de la Symphonie no 7 de Gustav Mahler. 
En 2000, il dirige le Gustav Mahler Jugendorchester lors des Internationale Festwochen Luzern et au cours de sa tournée européenne avec des œuvres de Chostakovitch, Mahler, Scriabine et Bartók.
En janvier 2001, Reck ouvre la saison du Teatro Massimo di Palermo avec une nouvelle production de Lulu d’Alban Berg. L’enregistrement en public de cet opéra est édité chez OehmsClassics. Un programme entièrement consacré à Wagner est enregistré pour Arte Nova Classics avec Albert Dohmen. Dans les mois qui suivent, Reck débute avec l’Orchestre National de France ainsi qu’avec les orchestres du Maggio Musicale Fiorentino, du Teatro Comunale di Bologna et du Teatro Carlo Felice à Gênes. En novembre 2001, Reck termine la production de Der Ring des Nibelungen de Richard Wagner au Teatro Giuseppe Verdi à Trieste avec la Götterdämmerung.
Reck ouvre la saison 2002 du Teatro Massimo avec Les Contes d’Hoffmann de Jacques Offenbach. Il y fait véritablement sensation avec une nouvelle production de Moses und Aron de Arnold Schönberg et avec le concert donné en l’honneur du 5e anniversaire de la réouverture du théâtre historique, ayant pour titre : « La Memoria dell’Offesa. Dedicato alle vittime dell’Olocausto e di tutte le violenze »; également au programme : Der Kaiser von Atlantis de Viktor Ullmann et A Survivor from Warsaw de Arnold Schönberg, avec comme narrateur Harvey Keitel. 
À son programme pour l’automne 2002 et l’année 2003 figuraient entre autres : Jeanne d’Arc au bûcher de Honnegger à Palerme, Salome de Strauss à Gênes, Norma de Bellini avec Edita Gruberová à Tokyo, Der Freischütz de Weber à Leipzig, ainsi que différents concerts symphoniques avec l’Orchestre National de France, Paris, l’Orchestre National de Montpellier, l’Orchestra di Santa Cecilia, Rome, et les orchestres du Teatro Comunale di Bologna et du Maggio Musicale Fiorentino. En septembre 2003 il débute avec Aida de Verdi au Semperoper à Dresde. 
En 2004 Reck débute à la Bayerische Staatsoper München avec une nouvelle production de Lulu d’Alban Berg (version en 3 actes), au Los Angeles Opera avec une nouvelle production de Le Nozze di Figaro de Mozart et au Gran Teatro la Fenice di Venezia avec une nouvelle production de Daphne de Richard Strauss, éditée en CD et DVD chez Dynamic.
2005 est une année consacrée au Japon avec deux nouvelles mises en scène au New National Theatre Tokyo, Lulu d’Alban Berg et Die Meistersinger von Nürnberg de Richard Wagner. 
Les années suivantes sont centrées sur une nouvelle production (la première européenne) de Dead Man Walking de Jake Heggie au Semperoper à Dresde, Tristan und Isolde de Richard Wagner au Teatro Regio di Torino, une nouvelle production du Der Ring des Nibelungen de Wagner au Teatro Petruzzelli à Bari, des débuts à la Hamburgische Staatsoper, à l’Oper Frankfurt, ainsi que de nombreux concerts symphoniques avec l’Orchestra Sinfonica Nazionale della RAI Torino, l’Orchestre National de Montpellier, le Royal Scottish National Orchestra (Edinburgh Festival), les orchestres du Gran Teatro La Fenice di Venezia, du Maggio Musicale Fiorentino, le Tokyo Symphony Orchestra
Entre les performances plus récentes, on compte dans le 2011 Tannhäuser chez le Teatro Comunale di Bologna.
Un succès spécial a été attribué à Stefan Anton Reck  pour la production par Yannis Kokkos du Fliegender Höllander de Richard Wagner, chez le Teatro Comunale de Bologna et chez le Teatro San Carlo de Naples.
Il a été invité par l'Orchestra Sinfonica Nazionale de la Rai à diriger dans le 2015 un concert en honneur de quatrevingtdixième anniversaire de Pierre Boulez, dans le cadre de RAI NuovaMusica. 
Stefan Anton Reck est internationalement reconnu pour sa connaissance profonde de la musique de Gustav Mahler ainsi que de la seconde école de Vienne (Berg, Schönberg, Webern).

Ses choix de répertoire conséquents, son originalité, sa sensibilité et son intensité musicale hors du commun, son engagement fort pour la musique contemporaine font de lui un de plus significatifs chef d'orchestre contemporains.
Ces particularités se reflètent aussi sur sa vaste production pictorique, caractérisée par un style abstrait et synesthètique, avec contaminations et suggestions du monde musical.
C’est seulement dans les derniers temps qu’à son activité de chef d’orchestre, il a décidé d’ajouter celle expositive, avec des engagements dans des importantes galeries et  musées internationaux.. 
Pour la première fois en Italie, une partie de ses œuvres sera montrée chez le prestigieux  PAN Palazzo delle Arti de Naples dans une personnelle du 18 septembre à 19 octobre 2014.

## Discographie
- R. Strauss, Daphne, Gran Teatro La Fenice, Dynamic, CD et DVD
- Berg, Lulu, Teatro Massimo di Palermo, OehmsClassics
- Wagner Portrait, Albert Dohmen, Orchestra del Teatro Massimo di Palermo, Arte Nova Classics
- Schostakowitsch, Symphonie no 1, op. 10 ; Skrjabin, Le Poème de l’Extase, op. 54, Gustav Mahler Jugendorchester, Édition Zeitklang
- Schönberg, Erwartung (Anja Silja) ; Poulenc, La voix humaine (Raina Kabaivanska), Orchestra del Teatro Massimo di Palermo
- Mahler, Symphonie no 7', Gustav Mahler Jugendorchester, Preiser Records
- Mahler, Symphonie no 10, Adagio ; Wagner, Wotans Abschied und Feuerzauber ; Bartók, Der wunderbare Mandarin, Gustav Mahler Jugendorchester, Preiser Records
- Tutino, Riccardo III, Orchestre del Teatro Sociale di Rovigo, Ermitage

## Sources